# Paralittérature

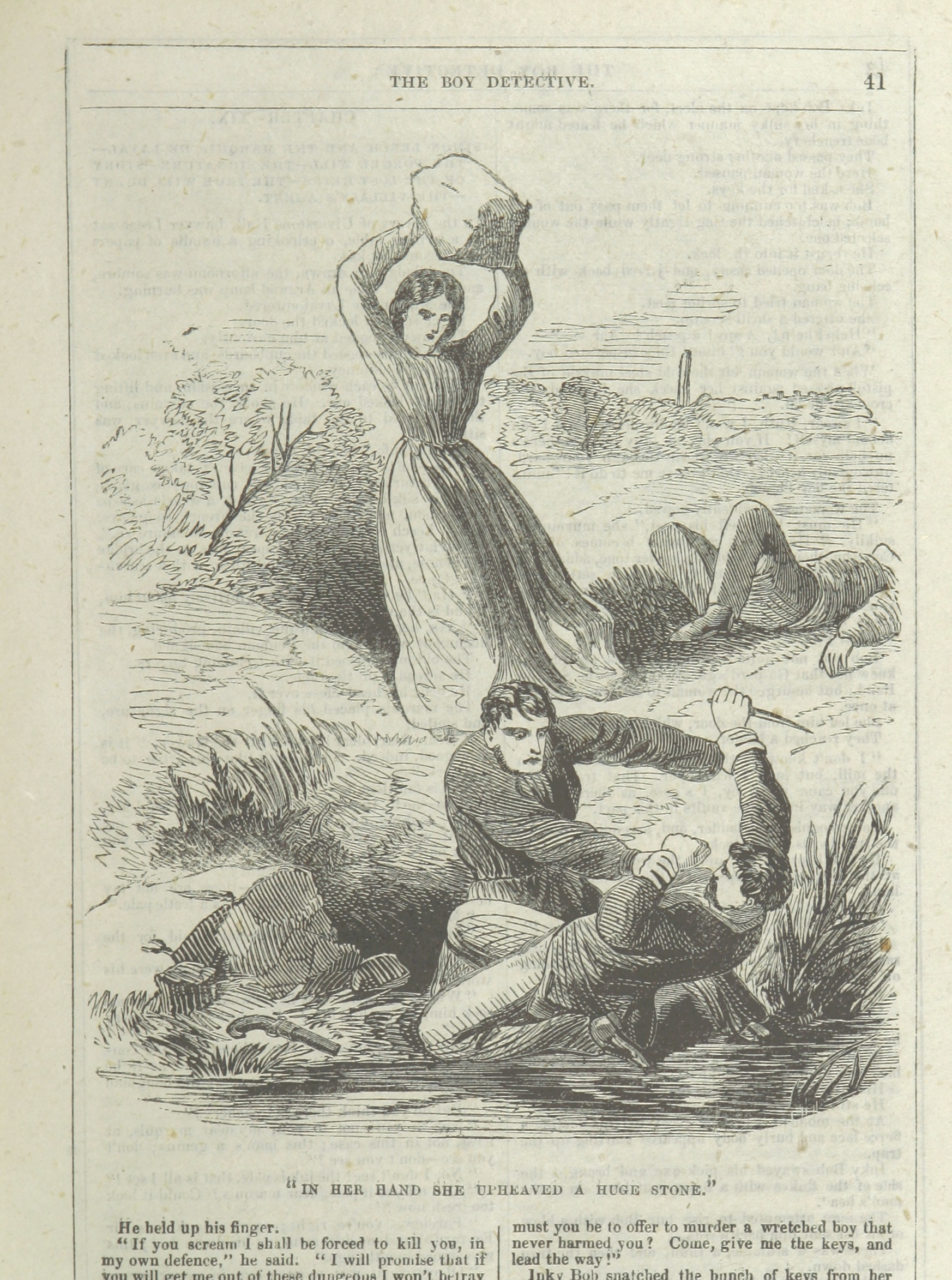
Illustration drastique pour The Boy Detective Notebook ; ou, les Crimes de Londres. Une romance des temps modernes de 1866.

La paralittérature regroupe toutes les formes d'écrits qui se situent en marge de l'institution littéraire, autrement dit le corpus des textes dont le statut littéraire est rendu incertain par l'absence de reconnaissance sans être pour autant pleinement identifiable à un autre régime d'écriture (comme l'histoire, le journalisme, etc.). On emploie cette notion surtout pour désigner les différentes formes de littérature populaire, comme la littérature de colportage, le roman d'aventure, le roman policier, le roman de gare, le roman sentimental, etc., où l'ambition littéraire n'est pas présente et répond simplement à combler un plaisir immédiat du lecteur ou à l'appât du gain que ce plaisir laisse envisager.

## Typologie
Les paralittératures sont relativement nombreuses. On peut les classer en grands groupes comme :
- la littérature spéculative (le roman policier, le roman à suspense, le roman noir)
- la littérature de l'aventure (roman d'espionnage, roman d'aventures et de roman western)
- la littérature à tendance psychologique (romance, roman érotique, roman pornographique)
- la littérature iconique (roman-photo, bande dessinée, roman graphique)
- la littérature documentée (roman historique, roman chronique, roman rural et true crime)

Toutes ces littératures sont encore souvent méprisées par l'institution universitaire, sauf en ce qui concerne le roman historique et maintenant le roman policier, mais certaines universités proposent des cours pour permettre de découvrir la littérature populaire.
La littérature numérique est une littérature qui permet de mettre en ligne des œuvres littéraires déjà existantes ou d'en créer de nouvelles. Les ouvrages sont publiés sur une plateforme virtuelle qui utilise le dispositif informatique comme medium.
Une typologie générale des genres paralittéraires a été établie dès 1975, puis corrigée et enrichie en 1979, dans un ouvrage solidement documenté[Lequel ?] sous la supervision d'Yvon Allard pour le compte des bibliothèques du Québec. Par ailleurs, la somme des ouvrages consacrés à la paralittérature connaît aussi un essor depuis la publication des travaux de Norbert Spehner (voir biblio).

## Le concept de littérarité
Concept complexe, la littérarité peut dépendre de critères internes à l’œuvre (l'inscription dans un genre, le style, le niveau de langue…) et/ou de critères externes à l’œuvre : ceux-ci vont de la richesse d'une thématique ou la liberté d'un imaginaire jusqu'aux processus par lesquels une œuvre accède à la reconnaissance, voire à la consécration.
Pour la première conception de la littérarité, on peut se référer à l'essai de Gilles Philippe intitulé Sujet, verbe, complément. dans lequel l'universitaire montre l'évolution de l'épistémè littéraire au cours de cette période : la littérarité tient alors moins à des faits extérieurs au texte qu'à la grammaire, désormais considérée comme le lieu où peuvent se réaliser des choix d'auteurs et s'effectuer un travail artistique.
La définition de la littérarité par le recours à des critères extérieurs au texte amène au contraire à s'aventurer dans le domaine de la sociologie de la littérature, en analysant par exemple les procédés parfois arbitraires utilisés par « l'institution littéraire » pour juger de la valeur d'une œuvre (voir sur ce point l'essai de Jacques Dubois, L'Institution de la littérature).